# Kościół św. Leonarda w Borgoricco
Kościół św. Leonarda (wł. Chiesa di San Leonardo) – rzymskokatolicka świątynia parafialna we włoskiej miejscowości Borgoricco.
Kościół wybudowano w 1772 na miejscu starszej świątyni, która istniała już w 1085 roku. W 1860 ukończono budowę dzwonnicy.

## Architektura i wyposażenie
Świątynia klasycystyczna. Na północny wschód od bryły budynku znajduje się wolnostojąca dzwonnica z pięcioma dzwonami. Na fasadzie kościoła znajdują się cztery pilastry, a ścianę od góry zwieńcza naczółek, w którym znajduje się niewielka rozeta. We wnętrzu kościoła znajdują się dwa, marmurowe ołtarze boczne. Znajdujące się w nich obrazy są przypisywane weneckiemu malarzowi Sebastianowi Santiemu. Na sklepieniu znajdują się XVIII-wieczne freski pędzla Giovanniego Battisty Canala. Przedstawiają one Maryję z czterema ewangelistami oraz czterema innymi świętymi.